# 疏花雀梅藤
疏花雀梅藤（学名：Sageretia laxiflora），为鼠李科雀梅藤属下的一个种。

## 扩展阅读
維基物種上的相關：疏花雀梅藤